# 大田治彦
大田 治彦（おおた はるひこ、1952年 - ）は、日本の工学者。九州大学工学研究院航空宇宙工学部門教授、工学部機械航空工学科航空宇宙工学教授。工学博士。
- 1976年九州大学工学部機械工学科卒業。1978年九州大学大学院工学研究科機械工学専攻修士課程修了。1981年九州大学大学院工学研究科機械工学専攻博士後期課程単位取得退学[1]。
- 1981年九州大学工学部機械工学科講師。1983年九州大学工学部機械工学科助教授。1990年ミュンヘン工科大学訪問研究員。1999年九州大学大学院工学研究科航空宇宙工学専攻教授。2000年九州大学大学院工学研究院航空宇宙工学部門教授[1]。
- 無重量状態での熱工学研究や、国際宇宙ステーションを利用したプロジェクトなどに顕著な功績があったとして、第92期（2014年度）日本機械学会熱工学部門功績賞（研究功績賞）を受賞した[1]。
- 九州大学鉄道研究同好会顧問を務めるなど、鉄道ファンでもあり、中でも鉄道模型に造詣が深く、Nゲージ鉄道模型の起源に迫った「紀元前N世紀」（RM MODELS連載）は評価が高い。著書『西鉄電車おもいでアルバム 昭和晩年の福岡市内線・大牟田線急行電車・宮地岳線』で島秀雄記念優秀著作賞受賞。
- 元日本マイクログラビティ応用学会会長[2]。

## 主な著書
- 『西鉄電車 おもいでアルバム』櫂歌書房 2010年